# Летопись сельского благоустройства
«Ле́топись се́льского благоустро́йства» — ежемесячный журнал, выходивший в 1861 году в качестве прибавления к «Журналу Министерства внутренних дел».
Главной задачей «Летописи сельского благоустройства» было освещение крестьянской реформы 1861 года.
Журнал пропагандировал правительственную политику, разъясняя отдельные мероприятия «для сведения и руководства местных учреждений». В нём публиковались все распоряжения правительства по крестьянскому вопросу, сообщения о деятельности губернских и уездных учреждений по крестьянским делам, о ходе выкупных операций и т. д.